# Carolina Willich von Pöllnitz

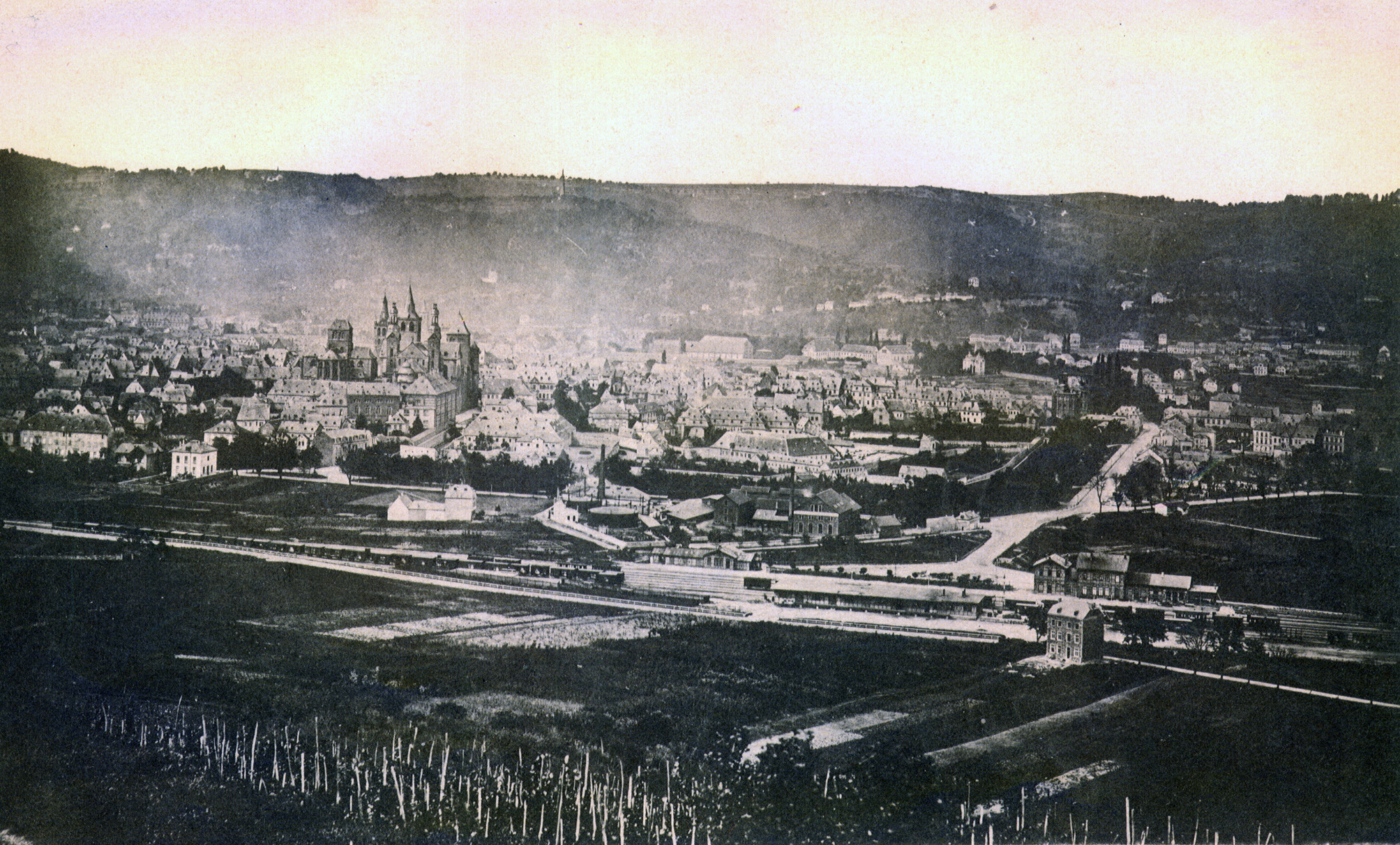
Tréveris, lugar de fallecimiento de Carolina, en una fotografía de 1878 inmediatamente anterior a su muerte.

Carolina Willich von Pöllnitz, baronesa de Nidda (Butzbach, 5 de noviembre de 1848-Tréveris, 6 de enero de 1879) fue la esposa morganática del príncipe Enrique de Hesse.

## Biografía
Fue hija de Ludwig Emil von Willich (1809–1890) y de su esposa, Emilie von Hartmann (1820–1902). Su padre fue un oficial que llegó al rango de general y que sirvió a los sucesivos grandes duques de Hesse. 
Hacia 1877 mantenía una relación con el príncipe Enrique de Hesse, hermano del que desde ese junio de ese año era gran duque de Hesse como Luis IV.
El 28 de febrero de 1878 contrajo matrimonio morganático con Enrique con el permiso de Luis IV quien en ese día la elevó al rango baronial con el título de baronesa de Nidda (Freifrau von Nidda). El título de Nidda se refería a un antiguo condado soberano que había acabado siendo integrado dentro de los estados de la casa de Hesse. El nombre había sido utilizado en 1808 para elevar al rango de condesa (fürstin) a Karoline Török de Szendrő, esposa morganática del príncipe Jorge de Hesse, tío abuelo de Enrique. Karoline había muerto en 1862, tras más de 30 años divorciada de Jorge de Hesse.
Quedó embarazada al poco tiempo de celebrarse su boda.

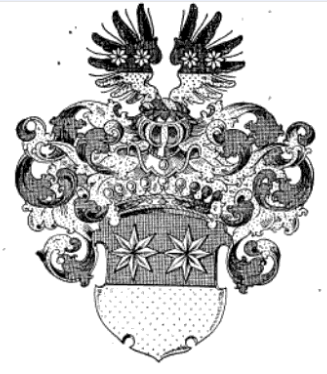
Escudo de armas del hijo de Carolina, Karl como conde (por Maximilian Gritzner, 1889)

El 4 de enero de 1879 dio a luz a su hijo Carlos en Tréveris, muriendo como consecuencia del parto dos días después, el 6 de enero de 1879. En 1883 su hijo fue elevado al rango de conde.
Trece años después de su muerte, su marido contraería un nuevo matrimonio morganático con Emilie von Hržič-Topuska (1868-1961).

## Matrimonio y descendencia
De su matrimonio con Enrique de Hesse solo tuvo un hijo Carlos que murió célibre en Ahrweiler (Bad Neuenahr-Ahrweiler, Alemania) el 11 de junio de 1920.